# Гъв
Гъв, гъв – trójznak cyrylicy, wykorzystywany od 1938 r. w języku abazyńskim. Służy do oznaczania dźwięku [ɣʷ]. Jego odpowiednikiem w alfabecie łacińskim, używanym w latach 1932–1938, był digraf Ƣu.

## Przykłady użycia
| Język     | Przykład     | Tłumaczenie |       |
| --------- | ------------ | ----------- | ----- |
| abazyński | гъврахва     | powód       | [ 4 ] |
| abazyński | гIаргъвгъвар | ciągnąć     | [ 5 ] |

## Kodowanie
| Forma     | Wygląd | Części składowe | Części składowe | Części składowe |
| --------- | ------ | --------------- | --------------- | --------------- |
| majuskuła | Гъв    | U+0413 Г        | U+044A ъ        | U+0432 в        |
| minuskuła | гъв    | U+0433 г        | U+044A ъ        | U+0432 в        |